# Kansas City Current
A Kansas City NWSL egy amerikai női labdarúgóklub, amely az NWSL bajnokságában szerepel. A klub székhelye Kansas Cityben található, Missouri államban. A 2024-es szezontól kezdődően hazai mérkőzéseiket a CPKC Stadionban játsszák.

## Története
2020. december 5-én a Utah Royals együttese átadta jogait Kansas Citynek. A Royals játékos állománya és NWSL részvételi jogosultsága, a korábban már kétszeres bajnokcsapatot felvonultató városra szállt át. Az NWSL egy nappal később biztosította a klub indulási kérelmét a 2021-es szezonra, melyet Kansas City NWSL néven kezdtek meg.
2021. október 30-tól a csapat hivatalosan felvette a Kansas City Current nevet.
A csapat színeit és logóját a 2022-es idény kezdetén mutatták be, addig ideiglenes felszereléssel léptek pályára a bajnokságban.

## Játékoskeret
2024. október 10-től
| #  |     | Poszt | Név                       |
| -- | --- | ----- | ------------------------- |
| 1  | GER | K     | Almuth Schmidt            |
| 21 | USA | K     | Adrianna Franch           |
| 23 | USA | K     | Katie Fraine              |
| 4  | USA | V     | Hailie Mace               |
| 5  | USA | CS    | Ellie Wheeler             |
| 7  | USA | V     | Elizabeth Ball            |
| 12 | DEN | V     | Stine Ballisager Pedersen |
| 15 | USA | V     | Alana Cook                |
| 18 | USA | V     | Izzy Rodriguez            |
| 20 | USA | V     | Mallory Webber            |
| 24 | USA | V     | Gabrielle Robinson        |

| #  |        | Poszt | Név                   |
| -- | ------ | ----- | --------------------- |
| 10 | USA    | KP    | Lo'eau LaBonta        |
| 11 | CAN    | KP    | Desiree Scott         |
| 14 | USA    | KP    | Claire Hutton         |
| 16 | USA    | KP    | Vanessa DiBernardo    |
| 22 | USA    | KP    | Bayley Feist          |
| 99 | BRA    | KP    | Debinha               |
| 6  | Malawi | CS    | Temwa Chawinga        |
| 8  | CAN    | CS    | Nichelle Prince       |
| 9  | BRA    | CS    | Bia Zaneratto         |
| 17 | USA    | CS    | Michelle Cooper       |
| 25 | USA    | CS    | Kristen Hamilton      |
| 33 | KEN    | CS    | Mwanalima Adam Jereko |
| 47 | USA    | CS    | Alex Pfeiffer         |
| 66 | RSA    | CS    | Hildah Magaia         |

#### Kölcsönben
| # |     | Poszt | Név                                                                 |
| - | --- | ----- | ------------------------------------------------------------------- |
| – | ARG | KP    | Sophie Braun (kölcsönben a Spokane Zephyr-nél 2024. december 31-ig) |

## Szakmai stáb
| Poszt              | Személyzet                        |
| ------------------ | --------------------------------- |
| Tulajdonos         | Angie Long, Chris Long            |
| Társtulajdonos     | Brittany Mahomes, Patrick Mahomes |
| Menedzser          | Caitlin Carducci (ideiglenes)     |
| Vezetőedző         | Vlatko Andonovski                 |
| Segédedző          | Freya Coombe                      |
| Segédedző          | Milan Ivanović                    |
| Segédedző          | Lucas Rodríguez                   |
| Kapusedző          | Ljupčo Kmetovski                  |
| Előadás igazgatója | Garga Caserta                     |
| Erőnléti edző      | Joseph Potts                      |
| Teljesítményelemző | Tara O'Brian                      |

## Korábbi híres játékosok
| - Nicole Barnhart - Darian Jenkins - Sydney Miramontez - Amy Rodriguez - Arielle Ship - Mariana Larroquette - Diana Matheson - Rachel Corsie - Katie Bowen |